# Topper gibt nicht auf
Topper gibt nicht auf ist eine deutsche Tragikomödie aus dem Jahr 2010. Der Real-3D-Kurzspielfilm entstand an der Hochschule für Film und Fernsehen Potsdam im Zuge eines vom Bundeswirtschaftsministerium geförderten Forschungsprojektes zum dreidimensionalen Medienkonsum.

## Handlung
Filmstudent Axel (26) kann sein Glück kaum fassen: Der Held seiner Kindheit, die Actionlegende Til Topper, spielt die Hauptrolle in seinem Kurzfilm. Axels Freundin Marleen, die die weibliche Hauptrolle in der Film-Noir-Gangsterkomödie übernehmen soll, steht dem Projekt etwas nüchterner gegenüber. 1980er-Jahre-Actionstreifen wie „Operation Kobra“, „Allein unter Haien“ oder „Im Dschungel ist die Hölle los“ sagen ihr wenig, aber Axels Begeisterung ist ansteckend und das gesamte Team ist auf den Dreh mit dem „Mann mit der Mütze“ gespannt. Topper selbst hat mit seinem Image als sprücheklopfender Draufgänger nichts mehr gemeinsam. Zynisch und verbittert sitzt er in der kalten Garderobe und fragt sich, wie tief er gesunken sein muss, dass er jetzt für Filmstudenten noch mal den Hau-Drauf-Kasper geben muss. Den will doch keiner sehen. Er selbst am allerwenigsten. Als sich dann jedoch seine Spielpartnerin und Axels Freundin Marleen in ihrem atemberaubenden Kostüm bei ihm vorstellt, erwachen seine alten Machomarotten und jugendlichen Jagdinstinkte. Axel, der sich freut, dass er Topper dank Marleen einigermaßen im Griff hat, muss mit ansehen, wie Topper seine Machtposition ausspielt und lange Kussszenen mit seiner Freundin hinzu improvisiert. Schließlich platzt Marleen der Kragen, Topper verlässt das Set, Axel droht seinen Film und seine Freundin zu verlieren. In der Tiefgarage der Filmhochschule kommt es dann zum alles entscheidenden Showdown. Dabei heißt es doch in Toppers Filmen, wenn es ganz finster kommt, „Topper gibt nicht auf!“…

## Produktion und Veröffentlichung
Der Film entstand als Testfilm im Zuge des PRIME-Forschungsprojektes (Produktions- und Projektionstechniken für Immersive Medien), welches vom Bundeswirtschaftsministerium gefördert wurde. Acht führende Unternehmen und Forschungsinstitute haben sich zu einem Konsortium zusammengeschlossen, um für die Einführung des dreidimensionalen Medienkonsums in Kino, TV und Spielen zukunftsweisende Technik und tragfähige Geschäftsmodelle zu entwickeln. Das Projekt ist bisher das aufwendigste der Filmhochschule in Potsdam-Babelsberg. Während der Drehzeit waren insgesamt über 45 Studenten an der Produktion beteiligt.
„Topper gibt nicht auf“ wurde im November 2009 von Studenten der HFF Potsdam-Babelsberg realisiert bei der Insight OUT/HFF Academy 2010 erstmals in einer nicht fertigen Version aufgeführt. Eine weitere Vorführung folgte im Rahmen eines Werkstattgesprächs beim Studentenfilmfestival Sehsüchte 2010. Im Mai 2010 feierte der Film dann offizielle Premiere in Berlin.
In Zusammenarbeit mit der Online-Plattform Moviac ist es möglich, sich den Film in ein 3D-Kino in seiner Stadt zu wünschen und somit den Film deutschlandweit zu vertreiben. Mehrere Making-ofs und so genannte Topperettes wurden während der Produktionszeit auf verschiedenen Plattformen veröffentlicht und gaben einen Einblick in die Produktion von 3D-Filmen.

## Kritiken
Richard Raabensaat schrieb am 14. Mai 2010 in den Potsdamer Neusten Nachrichten, dass der Film so sei, wie ihn „das 3D-Kino gegenwärtig dringend braucht. Denn ‚Topper‘ setzt nicht auf knallige Effekte, sondern erzählt eine gut konstruierte Geschichte mit überraschend stimmigen Charakteren und einer Crew, der man die Freude am Projekt auch bei der Premiere anmerkt.“